# Козинець Микола Федорович
Микола Федорович Козинець (нар. 21 жовтня 1910, село Безпальче, тепер Драбівського району Черкаської області — після 2000, місто Москва, Російська Федерація) — радянський діяч, директор зернового радгоспу «Горьковський» Ленінградського району Кокчетавської області. Кандидат у члени ЦК КПРС у 1961—1966 роках. Герой Соціалістичної Праці (11.01.1957).

## Життєпис
Народився в селянській родині. У 1928 році закінчив Золотоніську сільськогосподарську школу.
Працював дільничним зоотехніком Золотоніської райколгоспспілки в Черкаському (з 1927 року - Шевченківському) окрузі Української СРР.
У 1930—1942 роках — технік із тваринництва, зоотехнік, завідувач дільниці, керуючий ферми, заступник директора радгоспу «Гірник № 1» в Донбасі.
У березні 1942 року Ворошиловградським міськвійськкоматом призваний до Червоної армії. Учасник німецько-радянської війни з серпня 1942 року. Воював на Сталінградському, Донському, Степовому, 2-му, 1-му, 4-му Українських фронтах. Служив командиром відділення боєпостачання 33-го гвардійського артилерійського полку 14-ї гвардійської стрілецької дивізії 4-го Українського фронту. Брав участь в боях Львівсько-Сандомирської операції, захопленні Польщі, форсуванні річки Одер. У 1946 році демобілізований з армії.
Член ВКП(б) з листопада 1942 року.
У 1946—1954 роках — керуючий ферми, директор радгоспів «Новий Донбас» та «Гірник № 1» Сталінської області. У 1954 році виїхав до Казахської РСР.
У 1954—1964 роках — директор новоствореного зернового радгоспу № 5 «Горьковський» Ленінградського району Кокчетавської області. У короткий термін новосели молодого радгоспу освоїли тисячі гектарів нових земель, створили тваринницькі ферми. Уже в 1956 році радгосп під його керівництвом зібрав понад 41 163 тонни зерна, продавши державі 29 224 тонни хліба — майже в півтора рази більше, ніж передбачалося планом.
Указом Президії Верховної Ради СРСР від 11 січня 1957 року за особливо видатні успіхи, досягнуті в роботі з освоєння цілинних і перелогових земель, отримання високого врожаю Козинцю Миколі Федоровичу присвоєно звання Героя Соціалістичної Праці з врученням ордена Леніна і золотої медалі «Серп і Молот».
У 1964 році виїхав за межі Кокчетавської області. Працював на господарській роботі.
Потім — персональний пенсіонер у місті Москві.
Помер після 2000 року в Москві.

## Нагороди і звання
- Герой Соціалістичної Праці (11.01.1957)
- орден Леніна (11.01.1957)
- орден Вітчизняної війни II ст (11.03.1985)
- орден Червоної Зірки (18.03.1945)
- медаль «За оборону Сталінграда» (22.12.1942)
- медаль «За бойові заслуги» (1.01.1944)
- медаль «За відвагу» (26.07.1945)
- медаль «За трудову доблесть» (23.08.1950)
- медалі